# 黏小鮋
黏小鮋是輻鰭魚綱鮋形目鮋亞目鮋科的其中一種，為熱帶海水魚，分布於印度西太平洋海域，棲息深度42-291公尺，體長可達8.7公分，棲息在底層水域，生活習性不明。

## 扩展阅读
維基物種上的相關：黏小鮋